# Antíoco V Eupátor
Antíoco V Eupátor (em grego clássico: Άντίοχος Ευπάτωρ; 173-162 a.C.) foi um rei da Dinastia Selêucida. O nome Eupátor significa "nascido de bom pai". 
Antíoco sucedeu ao seu pai, Antíoco IV Epifânio, em 164 a.C. quando tinha apenas nove anos de idade. Lísias tornou-se o governador da Celessíria e da Fenícia. Em 162 a.C.  este consegue reunir um exército que se preparava para atacar os judeus, dando continuação à guerra iniciada no reinado anterior. A força reunida para o ataque era de cento e dez mil soldados de infantaria, 5300 de cavalaria, 22 elefantes e 300 carros de guerra. Contudo, quando Lísias  tomou conhecimento do regresso de Filipe, regente oficial de Antíoco V, fez a paz com os judeus e concedeu-lhes a liberdade de culto.
Antíoco V e Lísias seriam assassinados por soldados do exército que apoiavam Demétrio I, entretanto regressado de Roma reivindicando o trono do reino selêucida. 

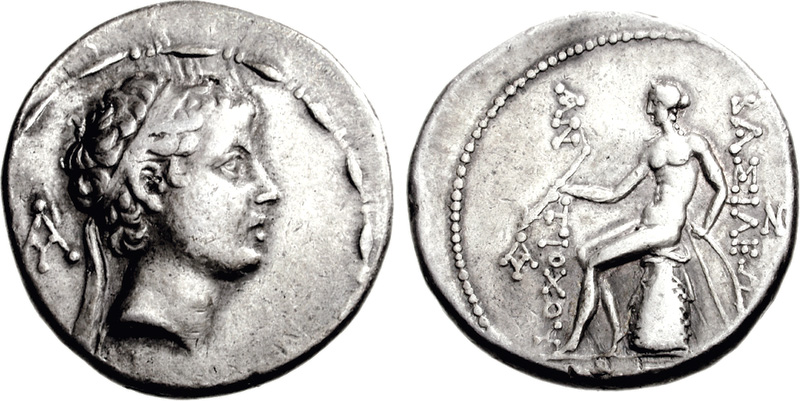
Tetradracma de Antíoco V Eupátor. Na frente sua cabeça com o diadema real. No verso Apolo délfico sentado

Era filho do rei Antíoco IV Epifânio e da rainha Laódice IV, que tinha sido esposa de Seleuco IV. Era irmão de Laódice VI. Reinou de 164-162 a.C.

## Início do Reinado
Antíoco foi nomeado co-regente de seu pai, Antíoco IV Epifânio, quando tinha doze anos de idade; Epifânio ainda viveu um ano e seis meses, morrendo no primeiro ano da 154a olimpíada (164 a.C.). Em novembro/dezembro do mesmo ano Antíoco IV se vê a beira da morte, manda chamar Filipe que era um dos amigos do rei e o estabelece à frente do seu reino. Entregou-lhe o diadema o manto real e anel do sinete e o encarregou de tutelar seu filho Antíoco V, ainda muito jovem, para prepará-lo para o trono. Sabendo que o rei havia falecido Lísias se apressou em proclamar rei o jovem Antíoco, a quem havia educado desde pequenino a pedido do rei, e deu-lhe o nome de Eupátor.
Eupátor sucedeu seu pai na idade de 12 anos (segundo alguns, com 9 anos). Em 163 a.C. os romanos o reconhecem como rei, em oposição a Demétrio seu primo, que estava vivendo como refém em Roma. 

## Governo
Lísias que tinha a guarda do pequeno soberano assumiu o reino como regente em 162 a.C. Ele pensou que o tempo tinha vindo para recobrar as perdas sofridas pelo monarca anterior e com um enorme exército acompanhado do rei, saiu contra a Judeia e conquistou uma vitória sobre o pequeno grupo de Judas Macabeu na Batalha de Bet-Zacarias.
Filipe havia regressado da Pérsia e da Média com as tropas que tinham acompanhado o rei Antíoco IV, pois ele na sua vaidade pretendia assumir o governo. Lísias então se apressou em fazer aliança com os judeus concedendo-lhes a liberdade de observar a Lei e viver segundo os seus costumes. Tudo isso foi confirmado com juramentos, mas houve uma pequena desarmonia, pois Lísias e o rei mandaram demolir a muralha ao redor do Templo que os judeus consideravam inseparáveis, não tendo ciência disto o decreto lhes restituía o Templo em si, sem incluir suas fortificações, é por isso que o autor de I Macabeus vê neste gesto do rei uma quebra de juramento (I Mac VI, 62). Em seguida Lísias e o rei partem para Antioquia,levando o sumo sacerdote Onias, cognominado Menelau, e, em Boroé, na Síria, mandou que lhe cortassem a cabeça.
Foi Lísias que deu conselho para tal, dizendo que se o rei queria que os judeus vivessem em paz e não lhe perturbassem o reino com novas rebeliões, tinha de matar Menelau, porque ele levara o rei seu pai a obrigar o povo a abandonar a sua religião, causando assim os grandes males que se sucederam. Depois que o monarca pôs em ordem os interesses da Judeia, marchou contra Filipe que já se apoderara da cidade. encontrando-a em poder de Filipe. Os dois exércitos travaram batalha e o de Lísias saiu vitorioso. Depois de prender o usurpador mandou matá-lo.
Otávio um embaixador romano, viajava pelas cidades da Síria para comprovar o estado de debilidade do exército selêucida. Ele exige que a marinha selêucida seja dissolvida, pois sua existência é uma violação dos termos da Paz de Apameia; isso resultou com o assassinato de Otávio (cônsul desde 165 a.C.) em Laodiceia. O Senado afirma que Antíoco V é responsável e vários senadores ajudam Demétrio I a escapar de Roma. Os romanos esperavam assim lograr um melhor controle do estado selêucida. 

## Morte
Demétrio, que era filho de Seleuco, verdadeiro herdeiro do trono que havia sido enviado a Roma por seu pai como refém, foge de lá e se instala em Trípoli, de onde ataca Antíoco e o mata, junto com seu guardião Lísias, e é proclamado rei no quarto ano da 154a olimpíada (161 a.C.). Demétrio foi chamado de Sóter (salvador) e reinou por doze anos.